# Piotr Kapczyński
Piotr Jacek Kapczyński (ur. 24 października 1953 w Poznaniu) – polski przedsiębiorca i ekonomista, działacz opozycji w okresie PRL.

## Życiorys
Ukończył w 1979 studia w zakresie ekonomii handlu zagranicznego w Szkole Głównej Planowania i Statystyki. Pracował następnie przez rok w przedsiębiorstwie okrętowym w Pruszczu Gdańskim.
Od 1977 zaangażowany w działalność organizacji opozycyjnych. Współpracował z Biurem Interwencyjnym Komitetem Samoobrony Społecznej „KOR”, należał do Studenckiego Komitetu Solidarności, kolportował materiały Wolnych Związków Zawodowych. W okresie sierpnia 1980 zajmował się drukiem ulotek oraz organizacją zaopatrzenia drukarni strajkowej. Pełnił też funkcję tłumacza w rozmowach z zagranicznymi korespondentami. Był etatowym pracownikiem pierwszej „Solidarności”. Założył niezależne wydawnictwo Alternatywa.
Po wprowadzeniu stanu wojennego z paromiesięczną przerwą pozostawał w ukryciu do października 1984. Był współzałożycielem i redaktorem opozycyjnego „Przeglądu Politycznego”. W październiku 1985 został tymczasowo aresztowany za prowadzoną działalność, zwolniono go we wrześniu 1986 na mocy amnestii. Pracował później w Spółdzielni Pracy Usług Wysokościowych „Gdańsk”.
W latach 90. zajął się prowadzeniem własnej działalności gospodarczej. Należał do Kongresu Liberalno-Demokratycznego (w 1991 kandydował z jego listy do Sejmu I kadencji). Od 1995 do 2007 zasiadał we władzach Fundacji Liberałów. W 2024 wojewoda Beata Rutkiewicz powołała go w skład Pomorskiej Wojewódzkiej Rady Konsultacyjnej do Spraw Działaczy Opozycji Antykomunistycznej oraz Osób Represjonowanych z Powodów Politycznych.

## Odznaczenia
W 2006 odznaczony Krzyżem Komandorskim z Gwiazdą Orderu Odrodzenia Polski. W 2015 otrzymał Krzyż Wolności i Solidarności.